# Sredneje professionalnoje obrazovanieje
Sredneje professionalnoje obrazovanieje (Russisch: Среднее профессиональное образование, acroniem: SPO (СПО) is de benaming voor het middelbaar beroepsonderwijs in Rusland. Het wordt met name vertegenwoordigd door: 
- de GOU SPO (ГОУ СПО), acroniem voor Gosoedarstvennyje obrazovatelnyje oetsjrezjdenieja srednego professionalnogo obrazovania (Государственные образовательные учреждения среднего профессионального образования); "Staatsonderwijsinstelling voor middelbaar beroepsonderwijs";
- de NOU SPO (НОУ СПО), acroniem voor Negosoedarstvennyje obrazovatelnyje oetsjrezjdenieja  srednego professionalnogo obrazovania (Негосударственные образовательные учреждения среднего профессионального образования); "Niet-gouvermentele onderwijsinstelling voor middelbaar beroepsonderwijs".

In de sovjetperiode waren dit de technikoems. Na de sovjetperiode werd een deel van de technikoems hernoemd tot college (kolledzj). Ook een aantal hogere scholen van het Russische Instituut voor Hoger Onderwijs vallen onder het systeem van de SPO. Leerlingen hebben toegang tot het SPO na de 11e klas en soms ook al na de 9e klas van het basisonderwijs.
De instellingen van het basisberoepsonderwijs (NPO) en het middelbaar beroepsonderwijs (SPO) zijn verenigd onder de overkoepelende naam middelbare speciale onderwijsinstelling (Среднее специальное учебное заведение; Sredneje spetsialnoje oetsjebnoje zavedenieje; acroniem: SSUZ).